# NK Ankerkader 71/2 Ereklasse 2017-2018
De 76e editie van het Nederlands kampioenschap biljarten in de spelsoort Ankerkader 71/2 Ereklasse in het seizoen 2017/18 werd gespeeld op 6 en 7 januari 2018 op 4 matchtafels in Rumpt en werd georganiseerd door de biljart vereniging Carambole. Het toernooi werd rechtstreeks uitgezonden door internetzender Kozoom.
Vijftien spelers schreven in voor dit kampioenschap (moyennegrens 25,00 en hoger) waarvan er zes, volgens de dit seizoen ingestelde doorlopende ranglijst, direct in het hoofdtoernooi werden geplaatst. De negen overgebleven spelers moesten kwalificatiewedstrijden spelen. Dit kwalificatietoernooi werd gespeeld op 3 december 2017 en om die zondag niet te lang te laten duren, werd besloten ook de nummer zeven van de ranking (Jos Bongers) rechtstreeks te plaatsen. De acht overgebleven spelers werden verdeeld over twee poules. De beide poulewinnaars plaatsten zich voor het hoofdtoernooi alsmede de "beste van de rest" op basis van een rangtellijst opgemaakt aan de hand van behaalde partijpunten en het gescoord algemeen gemiddelde. Door een afmelding van Dave Christiani twee dagen voor aanvang, werd 1e reserve Demi Pattiruhu toegevoegd aan het deelnemersveld. Christiani kreeg geen vrijaf van z'n team L&B Ledermode dat die zondag een belangrijke driebandencompetitiewedstrijd moest spelen tegen Team Eekhoorn.
In het hoofdtoernooi werden de tien deelnemers volgens systeem "Marseillaise" verdeeld over twee poules waarin een halve competitie werd afgewerkt . De beste twee van beide poules speelden de kruisfinale.
De partijlengte tijdens de kwalificatie bedroeg 150 caramboles met gelijkmakende beurt. Tijdens het hoofdtoernooi moesten 200 caramboles worden gescoord.
De arbitrage tijdens dit kampioenschap werd verzorgd door Jac van de Ven('s-Gravenmoer), Ewald Holzhaus(Amsterdam), Hans Mager(Vriezenveen), Toon Kansen(Alkmaar), Henry Thijssen(Heesch), Sjaak Bleeker(Heerhugowaard), Gerard Oele(Sirjansland) en Peter Huvenaars(Zeeland NB).

## Kwalificatieronde

### Poule A
| NK Ankerkader 71/2 Ereklasse 2017-2018 - Kwalificatiewedstrijden POULE A | NK Ankerkader 71/2 Ereklasse 2017-2018 - Kwalificatiewedstrijden POULE A | NK Ankerkader 71/2 Ereklasse 2017-2018 - Kwalificatiewedstrijden POULE A | NK Ankerkader 71/2 Ereklasse 2017-2018 - Kwalificatiewedstrijden POULE A | NK Ankerkader 71/2 Ereklasse 2017-2018 - Kwalificatiewedstrijden POULE A | NK Ankerkader 71/2 Ereklasse 2017-2018 - Kwalificatiewedstrijden POULE A | NK Ankerkader 71/2 Ereklasse 2017-2018 - Kwalificatiewedstrijden POULE A | NK Ankerkader 71/2 Ereklasse 2017-2018 - Kwalificatiewedstrijden POULE A | NK Ankerkader 71/2 Ereklasse 2017-2018 - Kwalificatiewedstrijden POULE A | NK Ankerkader 71/2 Ereklasse 2017-2018 - Kwalificatiewedstrijden POULE A | NK Ankerkader 71/2 Ereklasse 2017-2018 - Kwalificatiewedstrijden POULE A | NK Ankerkader 71/2 Ereklasse 2017-2018 - Kwalificatiewedstrijden POULE A |
| SPELER                                                                   | PP                                                                       | CAR                                                                      | BRT                                                                      | MOY                                                                      | HS                                                                       | SPELER                                                                   | PP                                                                       | CAR                                                                      | BRT                                                                      | MOY                                                                      | HS                                                                       |
| ------------------------------------------------------------------------ | ------------------------------------------------------------------------ | ------------------------------------------------------------------------ | ------------------------------------------------------------------------ | ------------------------------------------------------------------------ | ------------------------------------------------------------------------ | ------------------------------------------------------------------------ | ------------------------------------------------------------------------ | ------------------------------------------------------------------------ | ------------------------------------------------------------------------ | ------------------------------------------------------------------------ | ------------------------------------------------------------------------ |
| Gert-Jan Veldhuizen                                                      | 2                                                                        | 150                                                                      | 10                                                                       | 15,00                                                                    | 61                                                                       | Ronald Filippo                                                           | 0                                                                        | 93                                                                       | 16                                                                       | 5,81                                                                     | 30                                                                       |
| Erik van der Linden                                                      | 0                                                                        | 120                                                                      | 10                                                                       | 12,00                                                                    | 49                                                                       | Hans Klok                                                                | 2                                                                        | 150                                                                      | 16                                                                       | 9,37                                                                     | 53                                                                       |
|                                                                          |                                                                          |                                                                          |                                                                          |                                                                          |                                                                          |                                                                          |                                                                          |                                                                          |                                                                          |                                                                          |                                                                          |
| Hans Klok                                                                | 0                                                                        | 1                                                                        | 1                                                                        | 1,00                                                                     | 1                                                                        | Erik van der Linden                                                      | 0                                                                        | 114                                                                      | 12                                                                       | 9,50                                                                     | 38                                                                       |
| Gert-Jan Veldhuizen                                                      | 2                                                                        | 150                                                                      | 1                                                                        | 150,00                                                                   | 150                                                                      | Ronald Filippo                                                           | 2                                                                        | 150                                                                      | 12                                                                       | 12,50                                                                    | 60                                                                       |
|                                                                          |                                                                          |                                                                          |                                                                          |                                                                          |                                                                          |                                                                          |                                                                          |                                                                          |                                                                          |                                                                          |                                                                          |
| Hans Klok                                                                | 0                                                                        | 146                                                                      | 12                                                                       | 12,16                                                                    | 44                                                                       | Gert-Jan Veldhuizen                                                      | 2                                                                        | 150                                                                      | 9                                                                        | 16,66                                                                    | 62                                                                       |
| Erik van der Linden                                                      | 2                                                                        | 150                                                                      | 12                                                                       | 12,50                                                                    | 61                                                                       | Ronald Filippo                                                           | 0                                                                        | 63                                                                       | 9                                                                        | 7,00                                                                     | 22                                                                       |
|                                                                          |                                                                          |                                                                          |                                                                          |                                                                          |                                                                          |                                                                          |                                                                          |                                                                          |                                                                          |                                                                          |                                                                          |
| Gert-Jan Veldhuizen                                                      | 2                                                                        | 150                                                                      | 6                                                                        | 25,00                                                                    | 101                                                                      | Erik van der Linden                                                      | 2                                                                        | 150                                                                      | 7                                                                        | 21,42                                                                    | 62                                                                       |
| Ronald Filippo                                                           | 0                                                                        | 16                                                                       | 6                                                                        | 2,66                                                                     | 14                                                                       | Hans Klok                                                                | 0                                                                        | 63                                                                       | 7                                                                        | 9,00                                                                     | 41                                                                       |
|                                                                          |                                                                          |                                                                          |                                                                          |                                                                          |                                                                          |                                                                          |                                                                          |                                                                          |                                                                          |                                                                          |                                                                          |

#### Eindstand Poule A
| Kwalificatie NK Ankerkader 71/2 Ereklasse 2017-2018 - EINDSTAND POULE A | Kwalificatie NK Ankerkader 71/2 Ereklasse 2017-2018 - EINDSTAND POULE A | Kwalificatie NK Ankerkader 71/2 Ereklasse 2017-2018 - EINDSTAND POULE A | Kwalificatie NK Ankerkader 71/2 Ereklasse 2017-2018 - EINDSTAND POULE A | Kwalificatie NK Ankerkader 71/2 Ereklasse 2017-2018 - EINDSTAND POULE A | Kwalificatie NK Ankerkader 71/2 Ereklasse 2017-2018 - EINDSTAND POULE A | Kwalificatie NK Ankerkader 71/2 Ereklasse 2017-2018 - EINDSTAND POULE A | Kwalificatie NK Ankerkader 71/2 Ereklasse 2017-2018 - EINDSTAND POULE A | Kwalificatie NK Ankerkader 71/2 Ereklasse 2017-2018 - EINDSTAND POULE A |
| RANG                                                                    | SPELER                                                                  | GESP                                                                    | PP                                                                      | CAR                                                                     | BRT                                                                     | MOY                                                                     | PMOY                                                                    | HS                                                                      |
| ----------------------------------------------------------------------- | ----------------------------------------------------------------------- | ----------------------------------------------------------------------- | ----------------------------------------------------------------------- | ----------------------------------------------------------------------- | ----------------------------------------------------------------------- | ----------------------------------------------------------------------- | ----------------------------------------------------------------------- | ----------------------------------------------------------------------- |
| 1                                                                       | Gert-Jan Veldhuizen                                                     | 4                                                                       | 8                                                                       | 600                                                                     | 26                                                                      | 23,07                                                                   | 150,00                                                                  | 150                                                                     |
| 2                                                                       | Erik van der Linden                                                     | 4                                                                       | 4                                                                       | 534                                                                     | 41                                                                      | 13,02                                                                   | 21,43                                                                   | 62                                                                      |
| 3                                                                       | Hans Klok                                                               | 4                                                                       | 2                                                                       | 360                                                                     | 36                                                                      | 10,00                                                                   | 9,38                                                                    | 53                                                                      |
| 4                                                                       | Ronald Filippo                                                          | 4                                                                       | 2                                                                       | 322                                                                     | 43                                                                      | 7,48                                                                    | 12,50                                                                   | 60                                                                      |
|                                                                         |                                                                         |                                                                         |                                                                         |                                                                         |                                                                         |                                                                         |                                                                         |                                                                         |

### Poule B
| NK Ankerkader 71/2 Ereklasse 2017-2018 - Kwalificatiewedstrijden POULE B | NK Ankerkader 71/2 Ereklasse 2017-2018 - Kwalificatiewedstrijden POULE B | NK Ankerkader 71/2 Ereklasse 2017-2018 - Kwalificatiewedstrijden POULE B | NK Ankerkader 71/2 Ereklasse 2017-2018 - Kwalificatiewedstrijden POULE B | NK Ankerkader 71/2 Ereklasse 2017-2018 - Kwalificatiewedstrijden POULE B | NK Ankerkader 71/2 Ereklasse 2017-2018 - Kwalificatiewedstrijden POULE B | NK Ankerkader 71/2 Ereklasse 2017-2018 - Kwalificatiewedstrijden POULE B | NK Ankerkader 71/2 Ereklasse 2017-2018 - Kwalificatiewedstrijden POULE B | NK Ankerkader 71/2 Ereklasse 2017-2018 - Kwalificatiewedstrijden POULE B | NK Ankerkader 71/2 Ereklasse 2017-2018 - Kwalificatiewedstrijden POULE B | NK Ankerkader 71/2 Ereklasse 2017-2018 - Kwalificatiewedstrijden POULE B | NK Ankerkader 71/2 Ereklasse 2017-2018 - Kwalificatiewedstrijden POULE B |
| SPELER                                                                   | PP                                                                       | CAR                                                                      | BRT                                                                      | MOY                                                                      | HS                                                                       | SPELER                                                                   | PP                                                                       | CAR                                                                      | BRT                                                                      | MOY                                                                      | HS                                                                       |
| ------------------------------------------------------------------------ | ------------------------------------------------------------------------ | ------------------------------------------------------------------------ | ------------------------------------------------------------------------ | ------------------------------------------------------------------------ | ------------------------------------------------------------------------ | ------------------------------------------------------------------------ | ------------------------------------------------------------------------ | ------------------------------------------------------------------------ | ------------------------------------------------------------------------ | ------------------------------------------------------------------------ | ------------------------------------------------------------------------ |
| Demi Pattiruhu                                                           | 0                                                                        | 31                                                                       | 3                                                                        | 10,33                                                                    | 31                                                                       | Wiel van Gemert                                                          | 2                                                                        | 150                                                                      | 8                                                                        | 18,75                                                                    | 41                                                                       |
| René Tull                                                                | 2                                                                        | 150                                                                      | 3                                                                        | 50,00                                                                    | 103                                                                      | Ferry Jong                                                               | 0                                                                        | 142                                                                      | 8                                                                        | 17,75                                                                    | 71                                                                       |
|                                                                          |                                                                          |                                                                          |                                                                          |                                                                          |                                                                          |                                                                          |                                                                          |                                                                          |                                                                          |                                                                          |                                                                          |
| Ferry Jong                                                               | 0                                                                        | 90                                                                       | 10                                                                       | 9,00                                                                     | 34                                                                       | René Tull                                                                | 0                                                                        | 115                                                                      | 7                                                                        | 16,42                                                                    | 64                                                                       |
| Demi Pattiruhu                                                           | 2                                                                        | 150                                                                      | 10                                                                       | 15,00                                                                    | 89                                                                       | Wiel van Gemert                                                          | 2                                                                        | 150                                                                      | 7                                                                        | 21,42                                                                    | 107                                                                      |
|                                                                          |                                                                          |                                                                          |                                                                          |                                                                          |                                                                          |                                                                          |                                                                          |                                                                          |                                                                          |                                                                          |                                                                          |
| Ferry Jong                                                               | 2                                                                        | 150                                                                      | 11                                                                       | 13,63                                                                    | 44                                                                       | Demi Pattiruhu                                                           | 2                                                                        | 150                                                                      | 5                                                                        | 30,00                                                                    | 58                                                                       |
| René Tull                                                                | 0                                                                        | 131                                                                      | 11                                                                       | 11,90                                                                    | 52                                                                       | Wiel van Gemert                                                          | 0                                                                        | 98                                                                       | 5                                                                        | 19,60                                                                    | 75                                                                       |
|                                                                          |                                                                          |                                                                          |                                                                          |                                                                          |                                                                          |                                                                          |                                                                          |                                                                          |                                                                          |                                                                          |                                                                          |
| Wiel van Gemert                                                          | 0                                                                        | 144                                                                      | 7                                                                        | 20,57                                                                    | 120                                                                      | René Tull                                                                | 2                                                                        | 150                                                                      | 6                                                                        | 25,00                                                                    | 72                                                                       |
| Ferry Jong                                                               | 2                                                                        | 150                                                                      | 7                                                                        | 21,42                                                                    | 86                                                                       | Demi Pattiruhu                                                           | 0                                                                        | 67                                                                       | 6                                                                        | 11,16                                                                    | 32                                                                       |
|                                                                          |                                                                          |                                                                          |                                                                          |                                                                          |                                                                          |                                                                          |                                                                          |                                                                          |                                                                          |                                                                          |                                                                          |

#### Eindstand Poule B
| Kwalificatie NK Ankerkader 71/2 Ereklasse 2017-2018 - EINDSTAND POULE B | Kwalificatie NK Ankerkader 71/2 Ereklasse 2017-2018 - EINDSTAND POULE B | Kwalificatie NK Ankerkader 71/2 Ereklasse 2017-2018 - EINDSTAND POULE B | Kwalificatie NK Ankerkader 71/2 Ereklasse 2017-2018 - EINDSTAND POULE B | Kwalificatie NK Ankerkader 71/2 Ereklasse 2017-2018 - EINDSTAND POULE B | Kwalificatie NK Ankerkader 71/2 Ereklasse 2017-2018 - EINDSTAND POULE B | Kwalificatie NK Ankerkader 71/2 Ereklasse 2017-2018 - EINDSTAND POULE B | Kwalificatie NK Ankerkader 71/2 Ereklasse 2017-2018 - EINDSTAND POULE B | Kwalificatie NK Ankerkader 71/2 Ereklasse 2017-2018 - EINDSTAND POULE B |
| RANG                                                                    | SPELER                                                                  | GESP                                                                    | PP                                                                      | CAR                                                                     | BRT                                                                     | MOY                                                                     | PMOY                                                                    | HS                                                                      |
| ----------------------------------------------------------------------- | ----------------------------------------------------------------------- | ----------------------------------------------------------------------- | ----------------------------------------------------------------------- | ----------------------------------------------------------------------- | ----------------------------------------------------------------------- | ----------------------------------------------------------------------- | ----------------------------------------------------------------------- | ----------------------------------------------------------------------- |
| 1                                                                       | René Tull                                                               | 4                                                                       | 4                                                                       | 546                                                                     | 27                                                                      | 20,22                                                                   | 50,00                                                                   | 103                                                                     |
| 2                                                                       | Wiel van Gemert (best vd rest)                                          | 4                                                                       | 4                                                                       | 542                                                                     | 27                                                                      | 20,07                                                                   | 21,43                                                                   | 120                                                                     |
| 3                                                                       | Demi Pattiruhu                                                          | 4                                                                       | 4                                                                       | 398                                                                     | 24                                                                      | 16,58                                                                   | 30,00                                                                   | 89                                                                      |
| 4                                                                       | Ferry Jong                                                              | 4                                                                       | 4                                                                       | 532                                                                     | 36                                                                      | 14,77                                                                   | 21,43                                                                   | 86                                                                      |
|                                                                         |                                                                         |                                                                         |                                                                         |                                                                         |                                                                         |                                                                         |                                                                         |                                                                         |

## Geplaatste spelers voor het hoofdtoernooi
| NK Ankerkader 71/2 Ereklasse 2017-2018 - DEELNEMERS | NK Ankerkader 71/2 Ereklasse 2017-2018 - DEELNEMERS | NK Ankerkader 71/2 Ereklasse 2017-2018 - DEELNEMERS | NK Ankerkader 71/2 Ereklasse 2017-2018 - DEELNEMERS |
| Poule A                                             | SPELER                                              | Poule B                                             | SPELER                                              |
| --------------------------------------------------- | --------------------------------------------------- | --------------------------------------------------- | --------------------------------------------------- |
| 1                                                   | Raymund Swertz                                      | 1                                                   | Michel van Silfhout                                 |
| 2                                                   | Micha van Bochem                                    | 2                                                   | Dennis Timmers                                      |
| 3                                                   | Sam van Etten                                       | 3                                                   | Jos Bongers                                         |
| 4                                                   | René Tull                                           | 4                                                   | Gert-Jan Veldhuizen                                 |
| 5                                                   | Wiel van Gemert                                     | 5                                                   | Demi Pattiruhu                                      |
|                                                     |                                                     |                                                     |                                                     |

## Groepsfase hoofdtoernooi

### Poule A
| NK Ankerkader 71/2 Ereklasse 2017-2018 PARTIJEN POULE A | NK Ankerkader 71/2 Ereklasse 2017-2018 PARTIJEN POULE A | NK Ankerkader 71/2 Ereklasse 2017-2018 PARTIJEN POULE A | NK Ankerkader 71/2 Ereklasse 2017-2018 PARTIJEN POULE A | NK Ankerkader 71/2 Ereklasse 2017-2018 PARTIJEN POULE A | NK Ankerkader 71/2 Ereklasse 2017-2018 PARTIJEN POULE A | NK Ankerkader 71/2 Ereklasse 2017-2018 PARTIJEN POULE A | NK Ankerkader 71/2 Ereklasse 2017-2018 PARTIJEN POULE A | NK Ankerkader 71/2 Ereklasse 2017-2018 PARTIJEN POULE A | NK Ankerkader 71/2 Ereklasse 2017-2018 PARTIJEN POULE A | NK Ankerkader 71/2 Ereklasse 2017-2018 PARTIJEN POULE A | NK Ankerkader 71/2 Ereklasse 2017-2018 PARTIJEN POULE A |
| SPELER                                                  | PP                                                      | CAR                                                     | BRT                                                     | MOY                                                     | HS                                                      | SPELER                                                  | PP                                                      | CAR                                                     | BRT                                                     | MOY                                                     | HS                                                      |
| ------------------------------------------------------- | ------------------------------------------------------- | ------------------------------------------------------- | ------------------------------------------------------- | ------------------------------------------------------- | ------------------------------------------------------- | ------------------------------------------------------- | ------------------------------------------------------- | ------------------------------------------------------- | ------------------------------------------------------- | ------------------------------------------------------- | ------------------------------------------------------- |
| Micha van Bochem                                        | 0                                                       | 119                                                     | 5                                                       | 23,80                                                   | 62                                                      | René Tull                                               | 0                                                       | 69                                                      | 2                                                       | 34,50                                                   | 69                                                      |
| Wiel van Gemert                                         | 2                                                       | 200                                                     | 5                                                       | 40,00                                                   | 132                                                     | Sam van Etten                                           | 2                                                       | 200                                                     | 2                                                       | 100,00                                                  | 183                                                     |
|                                                         |                                                         |                                                         |                                                         |                                                         |                                                         |                                                         |                                                         |                                                         |                                                         |                                                         |                                                         |
| Raymund Swertz                                          | 2                                                       | 200                                                     | 5                                                       | 40,00                                                   | 103                                                     | René Tull                                               | 2                                                       | 200                                                     | 10                                                      | 20,00                                                   | 74                                                      |
| Wiel van Gemert                                         | 0                                                       | 136                                                     | 5                                                       | 27,20                                                   | 76                                                      | Micha van Bochem                                        | 0                                                       | 169                                                     | 10                                                      | 16,90                                                   | 73                                                      |
|                                                         |                                                         |                                                         |                                                         |                                                         |                                                         |                                                         |                                                         |                                                         |                                                         |                                                         |                                                         |
| Sam van Etten                                           | 2                                                       | 200                                                     | 4                                                       | 50,00                                                   | 105                                                     | René Tull                                               | 0                                                       | 20                                                      | 1                                                       | 20,00                                                   | 20                                                      |
| Micha van Bochem                                        | 0                                                       | 107                                                     | 4                                                       | 26,75                                                   | 59                                                      | Raymund Swertz                                          | 2                                                       | 200                                                     | 1                                                       | 200,00                                                  | 200                                                     |
|                                                         |                                                         |                                                         |                                                         |                                                         |                                                         |                                                         |                                                         |                                                         |                                                         |                                                         |                                                         |
| Sam van Etten                                           | 0                                                       | 66                                                      | 6                                                       | 11,00                                                   | 47                                                      | Raymund Swertz                                          | 2                                                       | 200                                                     | 2                                                       | 100,00                                                  | 165                                                     |
| Wiel van Gemert                                         | 2                                                       | 200                                                     | 6                                                       | 33,33                                                   | 106                                                     | Micha van Bochem                                        | 0                                                       | 109                                                     | 2                                                       | 54,50                                                   | 84                                                      |
|                                                         |                                                         |                                                         |                                                         |                                                         |                                                         |                                                         |                                                         |                                                         |                                                         |                                                         |                                                         |
| Sam van Etten                                           | 0                                                       | 61                                                      | 3                                                       | 20,33                                                   | 41                                                      | René Tull                                               | 1                                                       | 200                                                     | 8                                                       | 25,00                                                   | 132                                                     |
| Raymund Swertz                                          | 2                                                       | 200                                                     | 3                                                       | 66,66                                                   | 183                                                     | Wiel van Gemert                                         | 1                                                       | 200                                                     | 8                                                       | 25,00                                                   | 94                                                      |
|                                                         |                                                         |                                                         |                                                         |                                                         |                                                         |                                                         |                                                         |                                                         |                                                         |                                                         |                                                         |

Van Gemert maakte met een serie van 94 gelijk tegen Tull in de nabeurt, en plaatste zich daarmee ten koste van Sam van Etten voor de halve finale.

#### Eindstand Poule A
| NK Ankerkader 71/2 Ereklasse 2017-2018 - EINDSTAND POULE A | NK Ankerkader 71/2 Ereklasse 2017-2018 - EINDSTAND POULE A | NK Ankerkader 71/2 Ereklasse 2017-2018 - EINDSTAND POULE A | NK Ankerkader 71/2 Ereklasse 2017-2018 - EINDSTAND POULE A | NK Ankerkader 71/2 Ereklasse 2017-2018 - EINDSTAND POULE A | NK Ankerkader 71/2 Ereklasse 2017-2018 - EINDSTAND POULE A | NK Ankerkader 71/2 Ereklasse 2017-2018 - EINDSTAND POULE A | NK Ankerkader 71/2 Ereklasse 2017-2018 - EINDSTAND POULE A | NK Ankerkader 71/2 Ereklasse 2017-2018 - EINDSTAND POULE A |
| RANG                                                       | SPELER                                                     | GESP                                                       | PP                                                         | CAR                                                        | BRT                                                        | MOY                                                        | PMOY                                                       | HS                                                         |
| ---------------------------------------------------------- | ---------------------------------------------------------- | ---------------------------------------------------------- | ---------------------------------------------------------- | ---------------------------------------------------------- | ---------------------------------------------------------- | ---------------------------------------------------------- | ---------------------------------------------------------- | ---------------------------------------------------------- |
| 1                                                          | Raymund Swertz                                             | 4                                                          | 8                                                          | 800                                                        | 11                                                         | 72,72                                                      | 200,00                                                     | 200                                                        |
| 2                                                          | Wiel van Gemert                                            | 4                                                          | 5                                                          | 736                                                        | 24                                                         | 30,66                                                      | 40,00                                                      | 132                                                        |
| 3                                                          | Sam van Etten                                              | 4                                                          | 4                                                          | 527                                                        | 15                                                         | 35,13                                                      | 100,00                                                     | 183                                                        |
| 4                                                          | René Tull                                                  | 4                                                          | 3                                                          | 489                                                        | 21                                                         | 23,28                                                      | 25,00                                                      | 132                                                        |
| 5                                                          | Micha van Bochem                                           | 4                                                          | 0                                                          | 504                                                        | 21                                                         | 24,00                                                      | geen                                                       | 84                                                         |
|                                                            |                                                            |                                                            |                                                            |                                                            |                                                            |                                                            |                                                            |                                                            |

### Poule B
| NK Ankerkader 71/2 Ereklasse 2017-2018 - PARTIJEN POULE B | NK Ankerkader 71/2 Ereklasse 2017-2018 - PARTIJEN POULE B | NK Ankerkader 71/2 Ereklasse 2017-2018 - PARTIJEN POULE B | NK Ankerkader 71/2 Ereklasse 2017-2018 - PARTIJEN POULE B | NK Ankerkader 71/2 Ereklasse 2017-2018 - PARTIJEN POULE B | NK Ankerkader 71/2 Ereklasse 2017-2018 - PARTIJEN POULE B | NK Ankerkader 71/2 Ereklasse 2017-2018 - PARTIJEN POULE B | NK Ankerkader 71/2 Ereklasse 2017-2018 - PARTIJEN POULE B | NK Ankerkader 71/2 Ereklasse 2017-2018 - PARTIJEN POULE B | NK Ankerkader 71/2 Ereklasse 2017-2018 - PARTIJEN POULE B | NK Ankerkader 71/2 Ereklasse 2017-2018 - PARTIJEN POULE B | NK Ankerkader 71/2 Ereklasse 2017-2018 - PARTIJEN POULE B |
| SPELER                                                    | PP                                                        | CAR                                                       | BRT                                                       | MOY                                                       | HS                                                        | SPELER                                                    | PP                                                        | CAR                                                       | BRT                                                       | MOY                                                       | HS                                                        |
| --------------------------------------------------------- | --------------------------------------------------------- | --------------------------------------------------------- | --------------------------------------------------------- | --------------------------------------------------------- | --------------------------------------------------------- | --------------------------------------------------------- | --------------------------------------------------------- | --------------------------------------------------------- | --------------------------------------------------------- | --------------------------------------------------------- | --------------------------------------------------------- |
| Demi Pattiruhu                                            | 2                                                         | 200                                                       | 10                                                        | 20,00                                                     | 69                                                        | Jos Bongers                                               | 1                                                         | 200                                                       | 8                                                         | 25,00                                                     | 69                                                        |
| Dennis Timmers                                            | 0                                                         | 119                                                       | 10                                                        | 11,90                                                     | 34                                                        | Gert-Jan Veldhuizen                                       | 1                                                         | 200                                                       | 8                                                         | 25,00                                                     | 82                                                        |
|                                                           |                                                           |                                                           |                                                           |                                                           |                                                           |                                                           |                                                           |                                                           |                                                           |                                                           |                                                           |
| Gert-Jan Veldhuizen                                       | 0                                                         | 35                                                        | 3                                                         | 11,66                                                     | 22                                                        | Dennis Timmers                                            | 2                                                         | 200                                                       | 7                                                         | 28,57                                                     | 130                                                       |
| Michel van Silfhout                                       | 2                                                         | 200                                                       | 3                                                         | 66,66                                                     | 171                                                       | Jos Bongers                                               | 0                                                         | 135                                                       | 7                                                         | 19,29                                                     | 74                                                        |
|                                                           |                                                           |                                                           |                                                           |                                                           |                                                           |                                                           |                                                           |                                                           |                                                           |                                                           |                                                           |
| Jos Bongers                                               | 2                                                         | 200                                                       | 7                                                         | 28,57                                                     | 108                                                       | Demi Pattiruhu                                            | 0                                                         | 65                                                        | 5                                                         | 13,00                                                     | 34                                                        |
| Michel van Silfhout                                       | 0                                                         | 152                                                       | 7                                                         | 21,71                                                     | 78                                                        | Gert-Jan Veldhuizen                                       | 2                                                         | 200                                                       | 5                                                         | 40,00                                                     | 94                                                        |
|                                                           |                                                           |                                                           |                                                           |                                                           |                                                           |                                                           |                                                           |                                                           |                                                           |                                                           |                                                           |
| Jos Bongers                                               | 0                                                         | 56                                                        | 5                                                         | 11,20                                                     | 31                                                        | Dennis Timmers                                            | 0                                                         | 51                                                        | 6                                                         | 8,50                                                      | 44                                                        |
| Demi Pattiruhu                                            | 2                                                         | 200                                                       | 5                                                         | 40,00                                                     | 99                                                        | Michel van Silfhout                                       | 2                                                         | 200                                                       | 6                                                         | 33,33                                                     | 114                                                       |
|                                                           |                                                           |                                                           |                                                           |                                                           |                                                           |                                                           |                                                           |                                                           |                                                           |                                                           |                                                           |
| Dennis Timmers                                            | 0                                                         | 65                                                        | 3                                                         | 21,66                                                     | 65                                                        | Demi Pattiruhu                                            | 0                                                         | 103                                                       | 7                                                         | 14,71                                                     | 75                                                        |
| Gert-Jan Veldhuizen                                       | 2                                                         | 200                                                       | 3                                                         | 66,66                                                     | 110                                                       | Michel van Silfhout                                       | 2                                                         | 200                                                       | 7                                                         | 28,57                                                     | 118                                                       |
|                                                           |                                                           |                                                           |                                                           |                                                           |                                                           |                                                           |                                                           |                                                           |                                                           |                                                           |                                                           |

#### Eindstand Poule B
| NK Ankerkader 71/2 Ereklasse 2017-2018 EINDSTAND POULE B | NK Ankerkader 71/2 Ereklasse 2017-2018 EINDSTAND POULE B | NK Ankerkader 71/2 Ereklasse 2017-2018 EINDSTAND POULE B | NK Ankerkader 71/2 Ereklasse 2017-2018 EINDSTAND POULE B | NK Ankerkader 71/2 Ereklasse 2017-2018 EINDSTAND POULE B | NK Ankerkader 71/2 Ereklasse 2017-2018 EINDSTAND POULE B | NK Ankerkader 71/2 Ereklasse 2017-2018 EINDSTAND POULE B | NK Ankerkader 71/2 Ereklasse 2017-2018 EINDSTAND POULE B | NK Ankerkader 71/2 Ereklasse 2017-2018 EINDSTAND POULE B |
| RANG                                                     | SPELER                                                   | GESP                                                     | PP                                                       | CAR                                                      | BRT                                                      | MOY                                                      | PMOY                                                     | HS                                                       |
| -------------------------------------------------------- | -------------------------------------------------------- | -------------------------------------------------------- | -------------------------------------------------------- | -------------------------------------------------------- | -------------------------------------------------------- | -------------------------------------------------------- | -------------------------------------------------------- | -------------------------------------------------------- |
| 1                                                        | Michel van Silfhout                                      | 4                                                        | 6                                                        | 752                                                      | 23                                                       | 32,69                                                    | 66,66                                                    | 171                                                      |
| 2                                                        | Gert-Jan Veldhuizen                                      | 4                                                        | 5                                                        | 635                                                      | 19                                                       | 33,42                                                    | 66,66                                                    | 110                                                      |
| 3                                                        | Demi Pattiruhu                                           | 4                                                        | 4                                                        | 568                                                      | 27                                                       | 21.03                                                    | 40,00                                                    | 99                                                       |
| 4                                                        | Jos Bongers                                              | 4                                                        | 3                                                        | 591                                                      | 27                                                       | 21,88                                                    | 28,57                                                    | 108                                                      |
| 5                                                        | Dennis Timmers                                           | 4                                                        | 2                                                        | 435                                                      | 26                                                       | 16,73                                                    | 28,57                                                    | 130                                                      |
|                                                          |                                                          |                                                          |                                                          |                                                          |                                                          |                                                          |                                                          |                                                          |

## Knock-out fase

### Kruisfinales
| NK Ankerkader 71/2 Ereklasse 2017-2018 - HALVE FINALE | NK Ankerkader 71/2 Ereklasse 2017-2018 - HALVE FINALE | NK Ankerkader 71/2 Ereklasse 2017-2018 - HALVE FINALE | NK Ankerkader 71/2 Ereklasse 2017-2018 - HALVE FINALE | NK Ankerkader 71/2 Ereklasse 2017-2018 - HALVE FINALE | NK Ankerkader 71/2 Ereklasse 2017-2018 - HALVE FINALE |
| SPELER                                                | PP                                                    | CAR                                                   | BRT                                                   | MOY                                                   | HS                                                    |
| ----------------------------------------------------- | ----------------------------------------------------- | ----------------------------------------------------- | ----------------------------------------------------- | ----------------------------------------------------- | ----------------------------------------------------- |
| Raymund Swertz                                        | 2                                                     | 200                                                   | 3                                                     | 66,66                                                 | 165                                                   |
| Gert-Jan Veldhuizen                                   | 0                                                     | 112                                                   | 3                                                     | 37,33                                                 | 87                                                    |
|                                                       |                                                       |                                                       |                                                       |                                                       |                                                       |
| Wiel van Gemert                                       | 1                                                     | 200                                                   | 11                                                    | 18,18                                                 | 68                                                    |
| Michel van Silfhout                                   | 1                                                     | 200                                                   | 11                                                    | 18,18                                                 | 61                                                    |
|                                                       |                                                       |                                                       |                                                       |                                                       |                                                       |
| SHOOT-OUT 30 car.                                     |                                                       |                                                       |                                                       |                                                       |                                                       |
| Michel van Silfhout                                   | 30                                                    |                                                       |                                                       |                                                       |                                                       |
| Wiel van Gemert                                       | 0                                                     |                                                       |                                                       |                                                       |                                                       |
|                                                       |                                                       |                                                       |                                                       |                                                       |                                                       |

### Finale
| NK Ankerkader 71/2 Ereklasse 2017-2018 - FINALE | NK Ankerkader 71/2 Ereklasse 2017-2018 - FINALE | NK Ankerkader 71/2 Ereklasse 2017-2018 - FINALE | NK Ankerkader 71/2 Ereklasse 2017-2018 - FINALE | NK Ankerkader 71/2 Ereklasse 2017-2018 - FINALE | NK Ankerkader 71/2 Ereklasse 2017-2018 - FINALE |
| SPELER                                          | PP                                              | CAR                                             | BRT                                             | MOY                                             | HS                                              |
| ----------------------------------------------- | ----------------------------------------------- | ----------------------------------------------- | ----------------------------------------------- | ----------------------------------------------- | ----------------------------------------------- |
| Michel van Silfhout                             | 0                                               | 85                                              | 7                                               | 12,14                                           | 37                                              |
| Raymund Swertz                                  | 2                                               | 200                                             | 7                                               | 28,57                                           | 67                                              |
|                                                 |                                                 |                                                 |                                                 |                                                 |                                                 |

## Eindstand
| NK Ankerkader 71/2 Ereklasse 2017-2018 - EINDSTAND | NK Ankerkader 71/2 Ereklasse 2017-2018 - EINDSTAND | NK Ankerkader 71/2 Ereklasse 2017-2018 - EINDSTAND | NK Ankerkader 71/2 Ereklasse 2017-2018 - EINDSTAND | NK Ankerkader 71/2 Ereklasse 2017-2018 - EINDSTAND | NK Ankerkader 71/2 Ereklasse 2017-2018 - EINDSTAND | NK Ankerkader 71/2 Ereklasse 2017-2018 - EINDSTAND | NK Ankerkader 71/2 Ereklasse 2017-2018 - EINDSTAND | NK Ankerkader 71/2 Ereklasse 2017-2018 - EINDSTAND |
| RANG                                               | SPELER                                             | GESP                                               | PP                                                 | CAR                                                | BRT                                                | MOY                                                | PMOY                                               | HS                                                 |
| -------------------------------------------------- | -------------------------------------------------- | -------------------------------------------------- | -------------------------------------------------- | -------------------------------------------------- | -------------------------------------------------- | -------------------------------------------------- | -------------------------------------------------- | -------------------------------------------------- |
|                                                    | Raymund Swertz                                     | 6                                                  | 12                                                 | 1200                                               | 21                                                 | 57,14                                              | 200,00                                             | 200                                                |
|                                                    | Michel van Silfhout                                | 6                                                  | 8                                                  | 1037                                               | 41                                                 | 25,29                                              | 66,66                                              | 171                                                |
|                                                    | Wiel van Gemert                                    | 5                                                  | 6                                                  | 936                                                | 35                                                 | 26,74                                              | 40,00                                              | 132                                                |
| Gert-Jan Veldhuizen                                | 5                                                  | 5                                                  | 747                                                | 22                                                 | 33,95                                              | 66,66                                              | 110                                                |                                                    |
| 5                                                  | Sam van Etten                                      | 4                                                  | 4                                                  | 527                                                | 15                                                 | 35,13                                              | 100,00                                             | 183                                                |
| 6                                                  | Demi Pattiruhu                                     | 4                                                  | 4                                                  | 568                                                | 27                                                 | 21,03                                              | 40,00                                              | 99                                                 |
| 7                                                  | René Tull                                          | 4                                                  | 3                                                  | 489                                                | 21                                                 | 23,28                                              | 25,00                                              | 132                                                |
| 8                                                  | Jos Bongers                                        | 4                                                  | 3                                                  | 591                                                | 27                                                 | 21,88                                              | 28,57                                              | 108                                                |
| 9                                                  | Dennis Timmers                                     | 4                                                  | 2                                                  | 435                                                | 26                                                 | 16,73                                              | 28,57                                              | 130                                                |
| 10                                                 | Micha van Bochem                                   | 4                                                  | 0                                                  | 504                                                | 21                                                 | 24,00                                              | geen                                               | 84                                                 |
|                                                    |                                                    |                                                    |                                                    |                                                    |                                                    |                                                    |                                                    |                                                    |